# 662 г. пр.н.е.

## Събития

### В Азия

#### В Асирия
- Цар на Асирия е Ашурбанипал (669/8 – 627 г. пр.н.е.).[1]
- Шамаш-шум-укин (668 – 648 г. пр.н.е.) е цар на Вавилон и управлява като подчинен на своя брат Ашурбанипал.[2]
- Окола тази година, след като е завършил похода в Египет, Ашурбанипал отново обсажда град Тир поради упоритата му антиасирийска съпротива. Макар града да не е превзет, неговият владетел Баал I предпочита да се предаде като асирийския цар приема дъщеря му, племенниците му и много ценни дарове като знак за васалното му подчинение.[3]

#### В Елам
- Царят на Елам е Темпти-Хума-ин-Шушинак (Теуман) (664 – 653 г. пр.н.е.).[4]

### В Африка
- Псаметих (664 – 610 г. пр.н.е.) управлява Саис като васал на Асирия.[4]
- Танутамун е цар на Куш (664 – 653 г. пр.н.е.) и номинален фараон на Горен Египет (664 – 656 г. пр.н.е.).[5][6]